# Petra Procházková
Petra Procházková (ur. 20 października 1964 w Českým Brodzie) – czeska dziennikarka i reporterka. Jest znana ze swojej pracy jako korespondentka wojenna podczas konfliktów na terenie byłego Związku Radzieckiego.
Po ukończeniu szkoły średniej odbyła studia na Wydziale Dziennikarstwa Uniwersytetu Karola w Pradze. Od 1989 r. pracowała dla gazety „Lidové noviny”. W 1992 r. została moskiewską korespondentką tego pisma. Przekazywała doniesienia z obszarów dotkniętych konfliktami zbrojnymi, jej pierwsze reportaże pochodziły z Abchazji. 
W 1994 r. wraz z Jaromírem Štětiną założyła agencję dziennikarską Epicentrum. Pracowała m.in. w Osetii, Abchazji, Gruzji, Tadżykistanie i Timorze Wschodnim.  W 2000 r. zaprzestała działalności reporterskiej i skierowała się w stronę aktywności humanitarnej. Założyła m.in. dom dziecka w Groznym. 
W Polsce została wydana jej książka „Ani życie, ani wojna” (Warszawa, 2005). 